# Fußball-Club Remscheid 1992-1993
Questa voce raccoglie le informazioni riguardanti il Fußball-Club Remscheid nelle competizioni ufficiali della stagione 1992-1993.

## Stagione
Nella stagione 1992-1993 il Remscheid, allenato da Detlef Pirsig e Dietmar Schacht, concluse il campionato di 2. Bundesliga al 23º posto. In Coppa di Germania il Remscheid fu eliminato al terzo turno dal Norimberga.

## Rosa
| N. |                                 | Ruolo | Calciatore          |
| -- | ------------------------------- | ----- | ------------------- |
|    | Germania (bandiera)             | P     | Thomas Feldhoff     |
|    | Germania (bandiera)             | P     | André Stocki        |
|    | Bosnia ed Erzegovina (bandiera) | D     | Elvedin Beganović   |
|    | Lituania (bandiera)             | D     | Viktor Bridaitis    |
|    | Germania (bandiera)             | D     | Achim Hausen        |
|    | Lituania (bandiera)             | D     | Sigitas Jakubauskas |
|    | Serbia (bandiera)               | D     | Zdenko Kosanovic    |
|    | Germania (bandiera)             | D     | Martin Schiermoch   |
|    | Italia (bandiera)               | C     | Pietro Callea       |
|    | Germania (bandiera)             | C     | Dirk Flock          |
|    | Germania (bandiera)             | C     | Peter Gemein        |
|    | Germania (bandiera)             | C     | Michael Griehsbach  |

| N. |                      | Ruolo | Calciatore          |
| -- | -------------------- | ----- | ------------------- |
|    | Ghana (bandiera)     | C     | Isaac Otoo          |
|    | Germania (bandiera)  | C     | Carsten Pröpper     |
|    | Germania (bandiera)  | C     | Ingmar Putz         |
|    | Germania (bandiera)  | C     | Hans-Jürgen Schmidt |
|    | Germania (bandiera)  | C     | Martin Tilner       |
|    | Germania (bandiera)  | C     | Thomas Vtic         |
|    | Germania (bandiera)  | A     | Thomas Boakye       |
|    | Germania (bandiera)  | A     | Oliver Ebersbach    |
|    | Germania (bandiera)  | A     | Heikko Glöde        |
|    | Germania (bandiera)  | A     | André Kröning       |
|    | Rep. Ceca (bandiera) | A     | Roman Sedláček      |
|    | Germania (bandiera)  | A     | Oliver Sturm        |

## Organigramma societario
Area tecnica
- Allenatore: Dietmar Schacht
- Allenatore in seconda:
- Preparatore dei portieri:
- Preparatori atletici:

## Calciomercato

### Sessione estiva
| Acquisti | Acquisti          | Acquisti           | Acquisti |
| R.       | Nome              | da                 | Modalità |
| -------- | ----------------- | ------------------ | -------- |
| D        | Elvedin Beganović | Čelik Zenica       |          |
| A        | Oliver Ebersbach  | Fortuna Düsseldorf |          |
| C        | Dirk Flock        | Colonia II         |          |
| A        | Heikko Glöde      | Saarbrücken        |          |
| A        | Roman Sedláček    | Hansa Rostock      |          |

| Cessioni | Cessioni        | Cessioni        | Cessioni |
| R.       | Nome            | a               | Modalità |
| -------- | --------------- | --------------- | -------- |
| C        | Kemal Alispahić | Kayserispor     |          |
| D        | Ralf Hoppe      | SC Jülich 1910  |          |
| A        | Marko Schröder  | Fortuna Colonia |          |

### Sessione invernale
| Acquisti | Acquisti | Acquisti | Acquisti |
| R.       | Nome     | da       | Modalità |
| -------- | -------- | -------- | -------- |

| Cessioni | Cessioni | Cessioni | Cessioni |
| R.       | Nome     | a        | Modalità |
| -------- | -------- | -------- | -------- |

## Risultati

### 2. Bundesliga

#### Girone di andata
| Arbitro: | Habermann |

|          |           |  |
| Dowe 79’ | Marcatori |  |

| Arbitro: | Brandt-Chollé |

|                          |           |                   |
| Gemein 12’ Putz 15’, 28’ | Marcatori | 69’, 88’ Breitzke |

| Arbitro: | Best |

|           |           |             |
| Palma 23’ | Marcatori | 24’ Pröpper |

| Arbitro: | Schäfer |

|             |           |            |
| Kröning 31’ | Marcatori | 55’ Drulák |

| Arbitro: | Hauer |

|                |           |               |
| Novodomsky 43’ | Marcatori | 34’ Bridaitis |

| Arbitro: | Malbranc |

|             |           |                                                     |
| Pröpper 76’ | Marcatori | 21’ Spies 36’ Fincke 56’ Todt 64’ Seeliger 86’ Kohl |

| Arbitro: | Mölm |

|                                |           |  |
| Reich 40’, 64’ Frąckiewicz 78’ | Marcatori |  |

| Arbitro: | Kiefer |

|            |           |  |
| Gemein 76’ | Marcatori |  |

| Arbitro: | Wagner |

|  |           |                        |
|  | Marcatori | 33’ Pröpper 77’ Gemein |

| Arbitro: | Müller |

|                                           |           |  |
| Wittke 6’, 27’ Holetschek 62’ Löhnert 89’ | Marcatori |  |

| Arbitro: | Wippermann |

|                                     |           |                       |
| Kosanovic 25’ Dickgießer 54’ (aut.) | Marcatori | 20’ Hecker 34’ Lasser |

| Arbitro: | Lange |

|                 |           |  |
| Schuhmacher 50’ | Marcatori |  |

| Arbitro: | Leimert |

|                                |           |                                   |
| Pröpper 17’ Nijhuis 30’ (aut.) | Marcatori | 44’ Nijhuis 59’ Sailer 70’ Preetz |

| Meppen 6 settembre 1992, ore 18:00 CEST 14ª giornata | Meppen | 0 – 0 referto | Remscheid | Emslandstadion (5 500 spett.)\| Arbitro: \| Weise \| |
| Arbitro:                                             | Weise  |               |           |                                                      |

| Remscheid 20 settembre 1992, ore 15:00 CEST 15ª giornata | Remscheid | 0 – 0 referto | Homburg | Röntgen-Stadion (2 000 spett.)\| Arbitro: \| Kasper \| |
| Arbitro:                                                 | Kasper    |               |         |                                                        |

| Arbitro: | Kemmling |

|                                            |           |             |
| Ottens 52’ Manzi 73’ Aerdken 80’ Gatti 89’ | Marcatori | 39’ Pröpper |

| Arbitro: | Kuhne |

|                   |           |           |
| Sedláček 52’, 71’ | Marcatori | 86’ Gries |

| Arbitro: | Buchhart |

|                |           |                         |
| Simon 73’, 74’ | Marcatori | 75’ Pröpper 87’ Schmidt |

| Arbitro: | Albrecht |

|                         |           |                                   |
| Sturm 20’ Putz 66’, 75’ | Marcatori | 14’, 64’ Aden 31’, 83’ Kretschmer |

| Arbitro: | Haupt |

|                      |           |           |
| Hobsch 4’ Anders 10’ | Marcatori | 49’ Sturm |

| Arbitro: | Fischer |

|             |           |              |
| Pröpper 80’ | Marcatori | 19’ Ksienzyk |

| Arbitro: | Berg |

|                                   |           |            |
| Deffke 9’ Präger 63’ Pasul'ko 75’ | Marcatori | 89’ Tilner |

| Arbitro: | Harder |

|  |           |                                       |
|  | Marcatori | 14’ Zwingel 84’ Lemberger 89’ Allievi |

#### Girone di ritorno
| Arbitro: | Zerr |

|                            |           |                   |
| Kröning 7’, 82’ Tilner 79’ | Marcatori | 12’ Chałaśkiewicz |

| Arbitro: | Pohlmann |

|           |           |            |
| Cyroń 84’ | Marcatori | 89’ Tilner |

| Arbitro: | Krug |

|            |           |  |
| Gemein 74’ | Marcatori |  |

| Arbitro: | Wippermann |

|                 |           |           |
| Wuckel 80’, 88’ | Marcatori | 40’ Sturm |

| Remscheid 20 febbraio 1993, ore 15:00 CET 28ª giornata | Remscheid | 0 – 0 referto | Kickers Stoccarda | Röntgen-Stadion (1 500 spett.)\| Arbitro: \| Heynemann \| |
| Arbitro:                                               | Heynemann |               |                   |                                                           |

| Arbitro: | Kiefer |

|             |           |                 |
| Rraklli 90’ | Marcatori | 57’ Jakubauskas |

| Arbitro: | Dellwing |

|                      |           |                            |
| Jakubauskas 40’, 55’ | Marcatori | 38’ Fincke 83’ Schwerinski |

| Arbitro: | Leimert |

|                         |           |  |
| Mehlhorn 28’ Gerber 82’ | Marcatori |  |

| Arbitro: | Theobald |

|  |           |                                           |
|  | Marcatori | 1’ Sirocks 10’ Breitenreiter 51’ Daschner |

| Arbitro: | Lange |

|                      |           |  |
| Pröpper 62’ Putz 68’ | Marcatori |  |

| Arbitro: | Kuhne |

|                         |           |  |
| Petrenko 12’ Naawuh 79’ | Marcatori |  |

| Arbitro: | Funken |

|  |           |                |
|  | Marcatori | 12’ Herzberger |

| Arbitro: | Domurat |

|                                                          |           |  |
| Preetz 16’ Notthoff 20’ Schmidt 83’ Papic 87’ Tebeck 89’ | Marcatori |  |

| Arbitro: | Brandauer |

|                           |           |                    |
| Pröpper 25’ Bridaitis 84’ | Marcatori | 82’ van der Pütten |

| Arbitro: | Kemmling |

|           |           |             |
| Wruck 57’ | Marcatori | 10’ Pröpper |

| Arbitro: | Buchhart |

|           |           |             |
| Flock 77’ | Marcatori | 72’ Driller |

| Arbitro: | Weise |

|                                  |           |                                    |
| Demandt 19’ Gries 26’ Basler 89’ | Marcatori | 39’, 59’ Jakubauskas 90’ Ebersbach |

| Arbitro: | Fischer |

|            |           |                            |
| Hausen 63’ | Marcatori | 45’ Wörsdörfer 45’ Gutzler |

| Arbitro: | Ziller |

|                                                       |           |                        |
| Mahjoubi 12’ Hausen 14’ (aut.) Pasul'ko 77’ Nedić 89’ | Marcatori | 52’ Hausen 68’ Pröpper |

| Arbitro: | Pohlmann |

|                          |           |                              |
| Sedláček 66’ Pröpper 81’ | Marcatori | 12’ Gabriel 87’, 90’ Grishin |

| Arbitro: | Willems |

|           |           |  |
| Pusch 86’ | Marcatori |  |

| Arbitro: | Hauer |

|                             |           |  |
| Pröpper 27’ Jakubauskas 39’ | Marcatori |  |

| Arbitro: | Fux |

|                                   |           |  |
| Löbe 15’ Lemberger 57’ García 75’ | Marcatori |  |

### Coppa di Germania
| Arbitro: | Domurat |

|                  |           |         |
| Pröpper 19’, 29’ | Marcatori | 45’ Old |

| Arbitro: | Wittke |

|                                                          |           |               |
| Bäurle 3’ Eckstein 32’ Rösler 102’ Wück 107’ Kramny 116’ | Marcatori | 20’, 89’ Putz |

## Statistiche

### Statistiche di squadra
| Competizione      | Punti | In casa | In casa | In casa | In casa | In casa | In casa | In trasferta | In trasferta | In trasferta | In trasferta | In trasferta | In trasferta | Totale | Totale | Totale | Totale | Totale | Totale | DR  |
| Competizione      | Punti | G       | V       | N       | P       | Gf      | Gs      | G            | V            | N            | P            | Gf           | Gs           | G      | V      | N      | P      | Gf     | Gs     | DR  |
| ----------------- | ----- | ------- | ------- | ------- | ------- | ------- | ------- | ------------ | ------------ | ------------ | ------------ | ------------ | ------------ | ------ | ------ | ------ | ------ | ------ | ------ | --- |
| 2. Bundesliga     | 33    | 23      | 8       | 7       | 8       | 32      | 36      | 23           | 1            | 8            | 14           | 18           | 47           | 46     | 9      | 15     | 22     | 50     | 83     | -33 |
| Coppa di Germania | -     | 1       | 1       | 0       | 0       | 2       | 1       | 1            | 0            | 0            | 1            | 2            | 5            | 2      | 1      | 0      | 1      | 4      | 6      | -2  |
| Totale            | 33    | 24      | 9       | 7       | 8       | 34      | 37      | 24           | 1            | 8            | 15           | 20           | 52           | 48     | 10     | 15     | 23     | 54     | 89     | -35 |

### Andamento in campionato
| Giornata  | 1  | 2  | 3  | 4  | 5  | 6  | 7  | 8  | 9  | 10 | 11 | 12 | 13 | 14 | 15 | 16 | 17 | 18 | 19 | 20 | 21 | 22 | 23 | 24 | 25 | 26 | 27 | 28 | 29 | 30 | 31 | 32 | 33 | 34 | 35 | 36 | 37 | 38 | 39 | 40 | 41 | 42 | 43 | 44 | 45 | 46 |
| --------- | -- | -- | -- | -- | -- | -- | -- | -- | -- | -- | -- | -- | -- | -- | -- | -- | -- | -- | -- | -- | -- | -- | -- | -- | -- | -- | -- | -- | -- | -- | -- | -- | -- | -- | -- | -- | -- | -- | -- | -- | -- | -- | -- | -- | -- | -- |
| Luogo     | T  | C  | T  | C  | T  | C  | T  | C  | T  | T  | C  | T  | C  | T  | C  | T  | C  | T  | C  | T  | C  | T  | C  | C  | T  | C  | T  | C  | T  | C  | T  | C  | C  | T  | C  | T  | C  | T  | C  | T  | C  | T  | C  | T  | C  | T  |
| Risultato | P  | V  | N  | N  | N  | P  | P  | V  | V  | P  | N  | P  | P  | N  | N  | P  | V  | N  | P  | P  | N  | P  | P  | V  | N  | V  | P  | N  | N  | N  | P  | P  | V  | P  | P  | P  | V  | N  | N  | N  | P  | P  | P  | P  | V  | P  |
| Posizione | 19 | 13 | 10 | 11 | 12 | 17 | 19 | 18 | 15 | 18 | 18 | 20 | 20 | 20 | 20 | 20 | 18 | 18 | 20 | 21 | 22 | 22 | 23 | 22 | 22 | 21 | 23 | 23 | 23 | 22 | 21 | 22 | 21 | 21 | 21 | 23 | 21 | 22 | 22 | 22 | 22 | 23 | 24 | 24 | 22 | 23 |

Legenda:

Luogo: C = Casa; T = Trasferta. Risultato: V = Vittoria; N = Pareggio; P = Sconfitta.

### Statistiche dei giocatori
| Giocatore      | 2. Bundesliga | 2. Bundesliga | 2. Bundesliga | 2. Bundesliga | Coppa di Germania | Coppa di Germania | Coppa di Germania | Coppa di Germania | Totale   | Totale | Totale      | Totale     |
| Giocatore      | Presenze      | Reti          | Ammonizioni   | Espulsioni    | Presenze          | Reti              | Ammonizioni       | Espulsioni        | Presenze | Reti   | Ammonizioni | Espulsioni |
| -------------- | ------------- | ------------- | ------------- | ------------- | ----------------- | ----------------- | ----------------- | ----------------- | -------- | ------ | ----------- | ---------- |
| E. Beganović   | 0             | 0             | 0             | 0             | 0                 | 0                 | 0                 | 0                 | 0        | 0      | 0           | 0          |
| T. Boakye      | 5             | 0             | 2             | 0             | 0                 | 0                 | 0                 | 0                 | 5        | 0      | 2           | 0          |
| V. Bridaitis   | 39            | 2             | 15            | 2             | 2                 | 0                 | 1                 | 0                 | 41       | 2      | 16          | 2          |
| P. Callea      | 17            | 0             | 1             | 2             | 0                 | 0                 | 0                 | 0                 | 17       | 0      | 1           | 2          |
| O. Ebersbach   | 8             | 1             | 0             | 0             | 0                 | 0                 | 0                 | 0                 | 8        | 1      | 0           | 0          |
| T. Feldhoff    | 2             | 0             | 0             | 1             | 0                 | 0                 | 0                 | 0                 | 2        | 0      | 0           | 1          |
| D. Flock       | 25            | 1             | 1             | 0             | 0                 | 0                 | 0                 | 0                 | 25       | 1      | 1           | 0          |
| P. Gemein      | 38            | 4             | 12            | 0             | 2                 | 0                 | 0                 | 0                 | 40       | 4      | 12          | 0          |
| H. Glöde       | 13            | 0             | 1             | 0             | 1                 | 0                 | 0                 | 0                 | 14       | 0      | 1           | 0          |
| M. Griehsbach  | 1             | 0             | 0             | 0             | 0                 | 0                 | 0                 | 0                 | 1        | 0      | 0           | 0          |
| A. Hausen      | 31            | 2             | 4             | 0             | 2                 | 0                 | 2                 | 0                 | 33       | 2      | 6           | 0          |
| S. Jakubauskas | 28            | 6             | 6             | 1             | 1                 | 0                 | 0                 | 0                 | 29       | 6      | 6           | 1          |
| Z. Kosanovic   | 36            | 1             | 2             | 0             | 0                 | 0                 | 0                 | 0                 | 36       | 1      | 2           | 0          |
| A. Kröning     | 41            | 3             | 10            | 0             | 2                 | 0                 | 0                 | 0                 | 43       | 3      | 10          | 0          |
| I. Otoo        | 5             | 0             | 2             | 1             | 0                 | 0                 | 0                 | 0                 | 5        | 0      | 2           | 1          |
| C. Pröpper     | 43            | 13            | 4             | 0             | 2                 | 2                 | 0                 | 0                 | 45       | 15     | 4           | 0          |
| I. Putz        | 39            | 5             | 1             | 1             | 2                 | 2                 | 0                 | 0                 | 41       | 7      | 1           | 1          |
| M. Schiermoch  | 36            | 0             | 10            | 0             | 2                 | 0                 | 1                 | 0                 | 38       | 0      | 11          | 0          |
| H. Schmidt     | 36            | 1             | 2             | 0             | 2                 | 0                 | 0                 | 0                 | 38       | 1      | 2           | 0          |
| R. Sedláček    | 18            | 3             | 5             | 0             | 2                 | 0                 | 0                 | 0                 | 20       | 3      | 5           | 0          |
| A. Stocki      | 44            | 0             | 1             | 0             | 2                 | 0                 | 0                 | 0                 | 46       | 0      | 1           | 0          |
| O. Sturm       | 43            | 3             | 11            | 0             | 2                 | 0                 | 0                 | 1                 | 45       | 3      | 11          | 1          |
| M. Tilner      | 42            | 3             | 7             | 0             | 2                 | 0                 | 0                 | 0                 | 44       | 3      | 7           | 0          |
| T. Vtic        | 5             | 0             | 1             | 0             | 0                 | 0                 | 0                 | 0                 | 5        | 0      | 1           | 0          |